# Diócesis de Bjelovar-Križevci
La diócesis de Bjelovar-Križevci (en latín: Dioecesis Bellovarien(sis)-Crisien(sis) y en croata: Bjelovarsko-križevačka biskupija) es una circunscripción eclesiástica latina de la Iglesia católica en Croacia, sufragánea de la arquidiócesis de Zagreb. La diócesis tiene al obispo Vjekoslav Huzjak como su ordinario desde el 5 de diciembre de 2009. 

## Territorio y organización

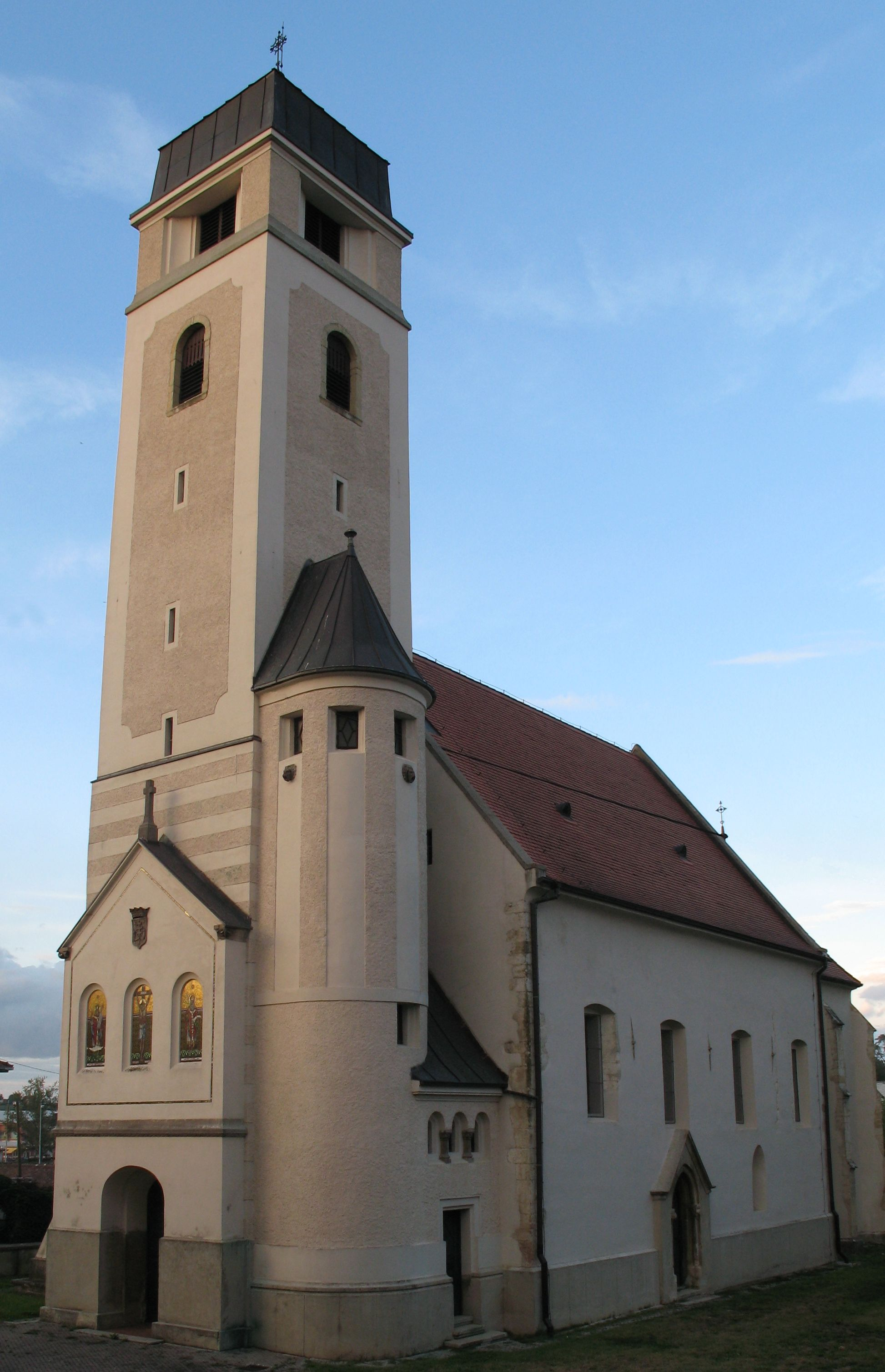
Concatedral de la Santa Cruz

La diócesis tiene 3741 km² y extiende su jurisdicción sobre los fieles católicos de rito latino residentes en parte de los condados de Bjelovar-Bilogora y Koprivnica-Križevci.
La sede de la diócesis se encuentra en Bjelovar, en donde se halla la Catedral de Santa Teresa de Ávila. En Križevci se encuentra la Concatedral de la Santa Cruz.
En 2018 en la diócesis existían 58 parroquias.

## Historia
La diócesis fue erigida el 5 de diciembre de 2009 con la bula De maiore spirituali bono del papa Benedicto XVI, obteniendo el territorio de la arquidiócesis de Zagreb.

## Estadísticas
De acuerdo al Anuario Pontificio 2019 la diócesis tenía a fines de 2018 un total de 152 800 fieles bautizados.
| Año                                                                             | Población            | Población | Población      | Sacerdotes | Sacerdotes    | Sacerdotes    | Bautizados por sacerdote | Diáconos permanentes | Religiosos | Religiosos | Parroquias |
| Año                                                                             | Bautizados católicos | Total     | % de católicos | Total      | Clero secular | Clero regular | Bautizados por sacerdote | Diáconos permanentes | Varones    | Mujeres    | Parroquias |
| ------------------------------------------------------------------------------- | -------------------- | --------- | -------------- | ---------- | ------------- | ------------- | ------------------------ | -------------------- | ---------- | ---------- | ---------- |
| 2010                                                                            | 185 000              | 195 000   | 94.9           | 56         | 52            | 4             | 3303                     |                      | 4          | 24         | 57         |
| 2012                                                                            | 174 700              | 189 068   | 92.4           | 64         | 60            | 4             | 2729                     |                      | 4          | 25         | 58         |
| 2015                                                                            | 168 700              | 178 150   | 94.7           | 61         | 57            | 4             | 2765                     |                      | 6          | 24         | 58         |
| 2018                                                                            | 152 800              | 161 500   | 94.6           | 64         | 60            | 4             | 2387                     | 1                    | 17         | 26         | 58         |
| Fuente: Catholic-Hierarchy, que a su vez toma los datos del Anuario Pontificio. |                      |           |                |            |               |               |                          |                      |            |            |            |

## Episcopologio
- Vjekoslav Huzjak, desde el 5 de diciembre de 2009